# Knivskjellodden

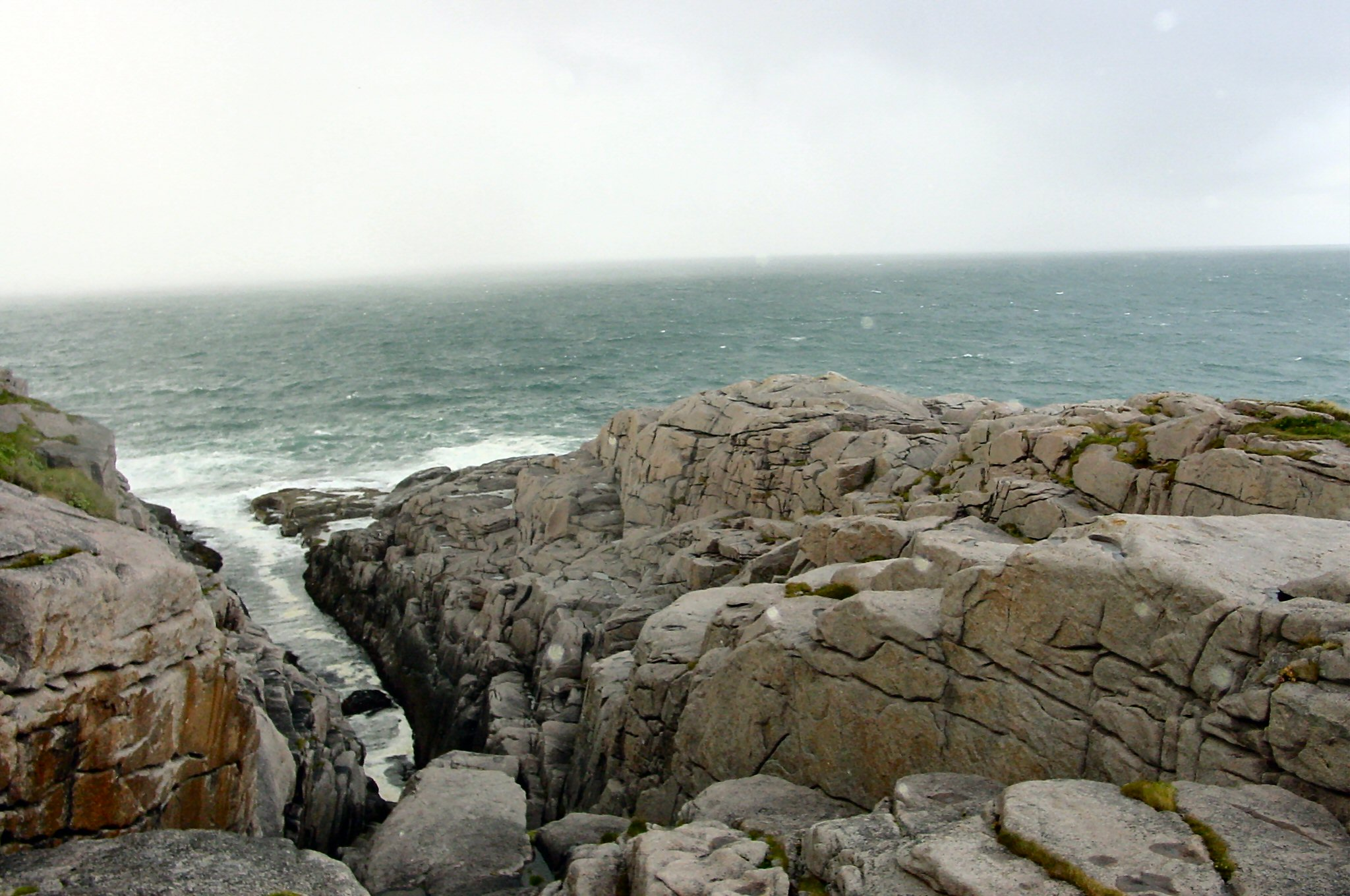
Yttersta delen av Knivskjellodden (Knivskjelodden).

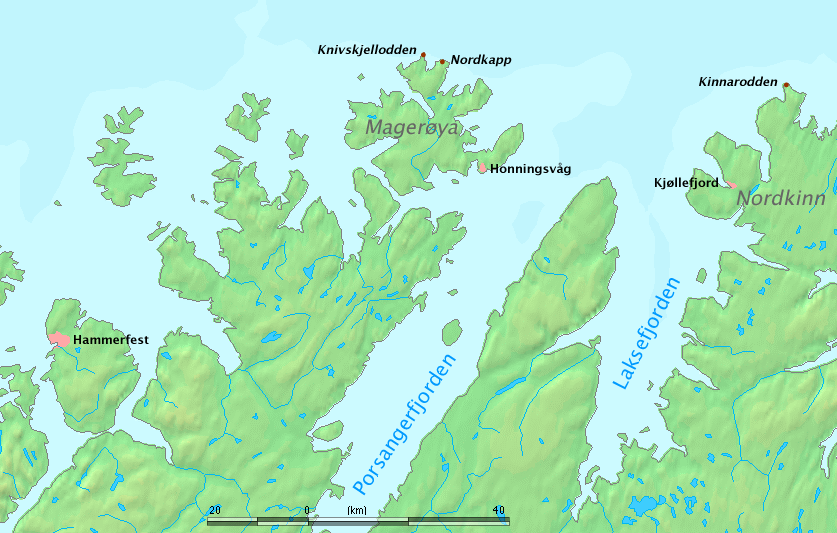
Karta över nordligaste delen av Norge med Knivskjellodden och Nordkap utmärkta.

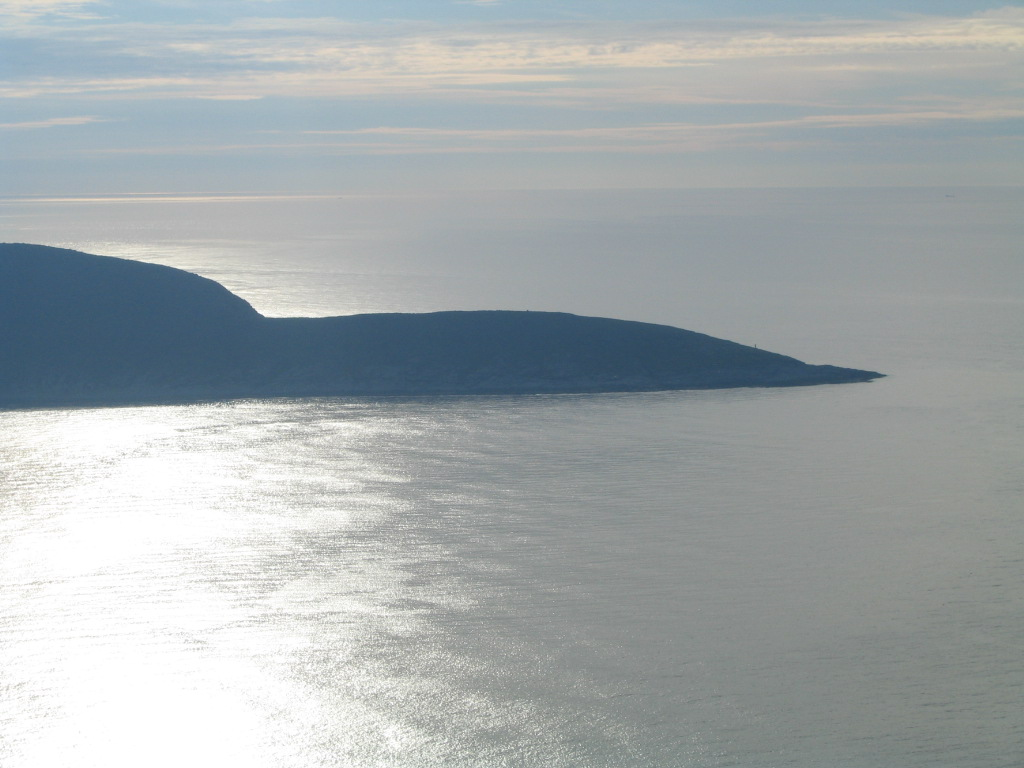
Knivskjellsodden sedd från Nordkap.

Knivskjellodden eller Knivskjelodden är en udde på Magerøya i Norge. Udden räknas som Europas nordligaste plats och som en av världens yttersta platser.
På samma ö, 4 km åt sydöst, ligger även Nordkap som ofta annars brukar nämnas som det europeiska fastlandets nordligaste punkt; Knivskjellodden sträcker sig dock 1,5 kilometer längre norrut. Varken Knivskjellodden eller Nordkap kan dock räknas som det europeiska fastlandets nordligaste platser, eftersom båda dessa platser ligger på en ö. Det europeiska fastlandets nordligaste plats är Kinnarodden.
Man kan ta sig till Knivskjellodden genom att gå till fots 9 km från en parkering som finns intill Europaväg 69.